# Hallidie Plaza

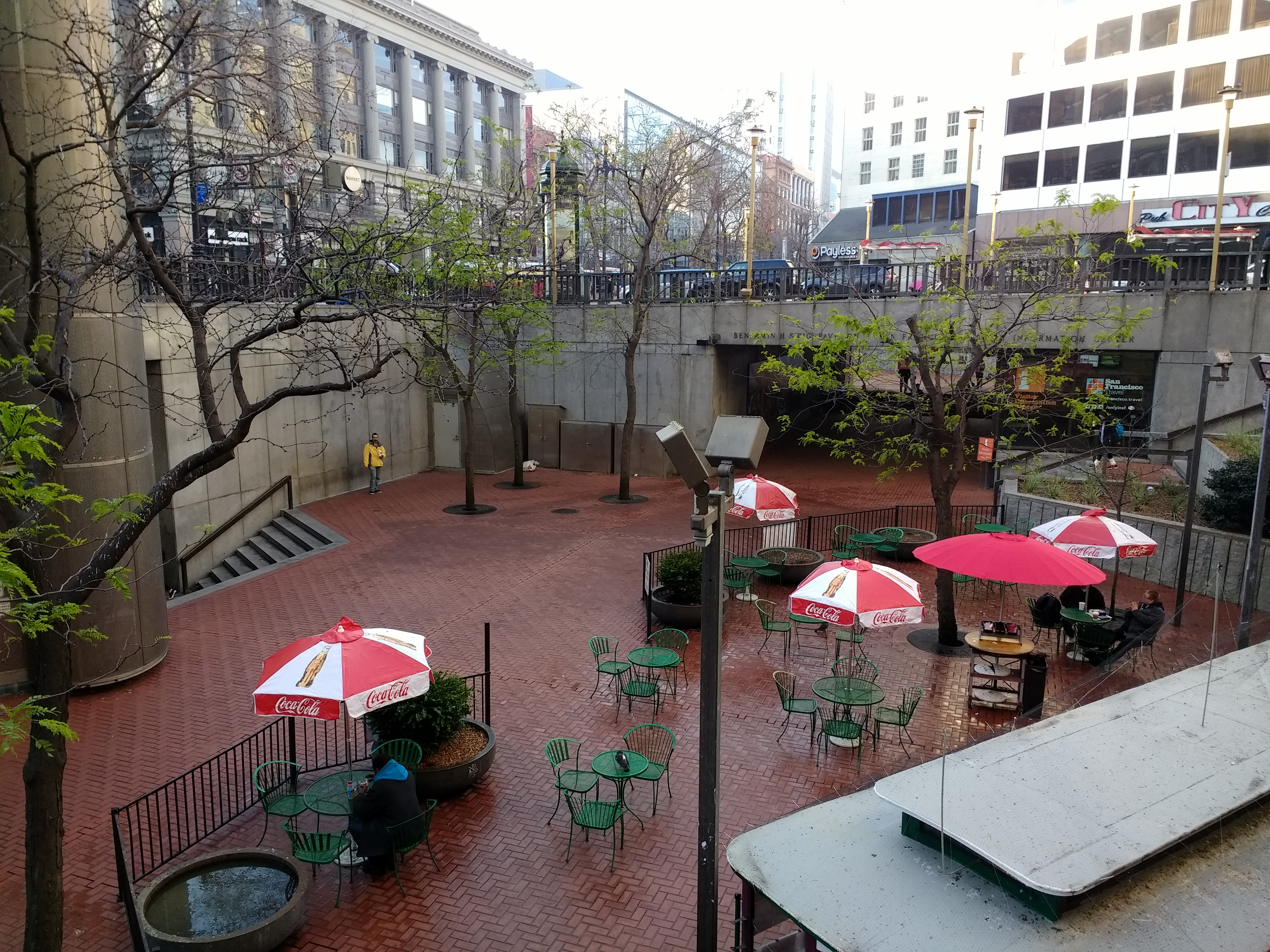
Hallidie Plaza

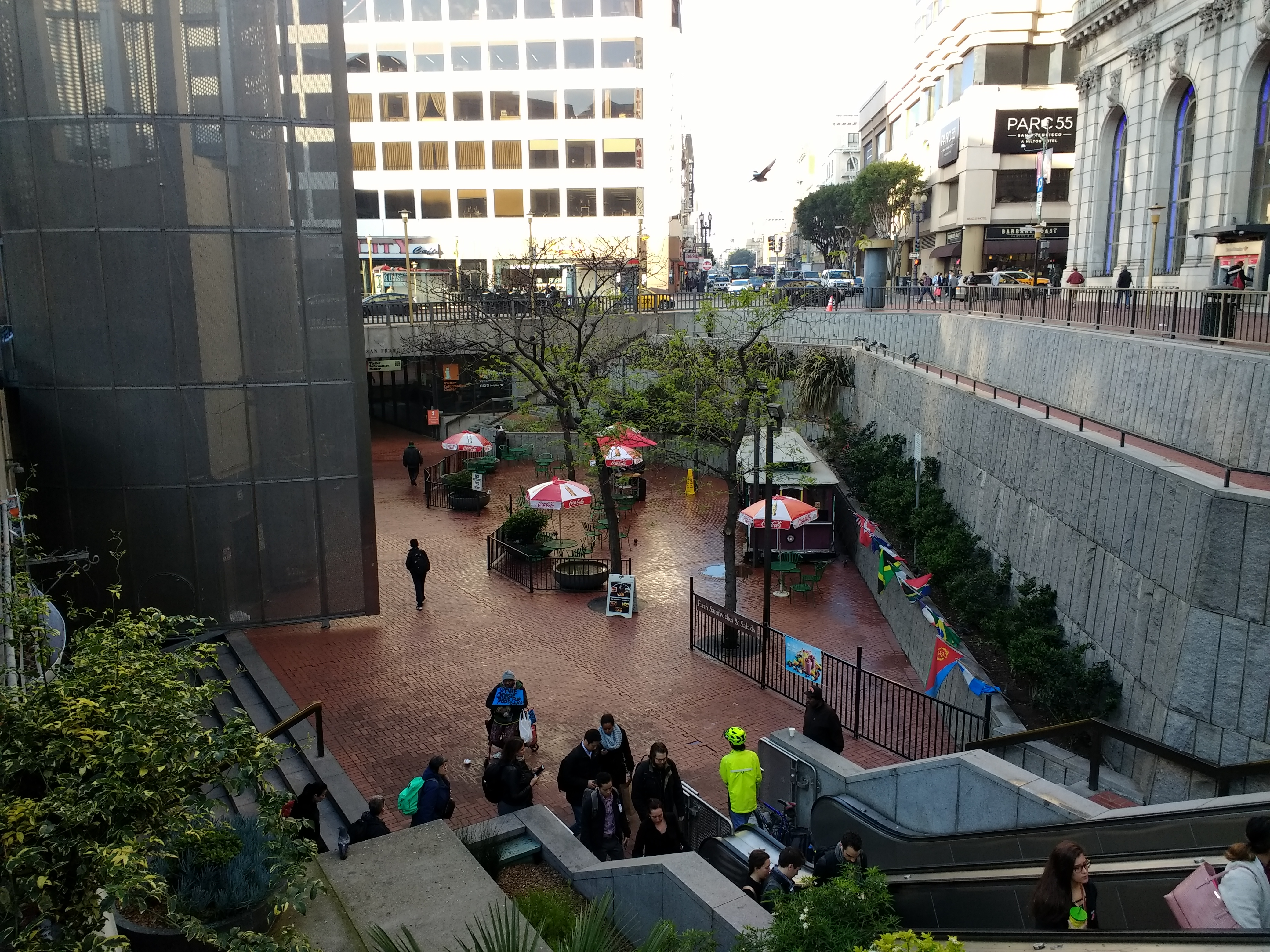
Hallidie Plaza

Hallidie Plaza è una piazza pubblica situata all'ingresso di Powell Street Station (la terza più trafficata stazione BART del 2015) in Market Street nella zona di Union Square nel centro di San Francisco, California, Stati Uniti. Hallidie Plaza è stata progettata congiuntamente da Lawrence Halprin, John Carl Warnecke e Mario Ciampi, che erano anche responsabili per la Plaza delle Nazioni Unite presso il vicino Centro Civico / stazione della Plaza ONU. La piazza contiene anche un centro informazioni per i visitatori.
La piazza si trova 20 piedi sotto il livello della strada, costruita con pareti di granito, fioriere in terrazze e pavimentazione in mattoni, che si estende in una passerella sotto Cyril Magnin Street. Si trova vicino al Flood Building e al giradischi delle funivie delle vie Powell e Market, di fronte al centro commerciale Westfield.
Hallidie Plaza ha aperto nel 1973, come elemento centrale di una ristrutturazione di Market Street stimolata da BART. Prese il nome da Andrew Smith Hallidie, che nel 1873 sviluppò il primo sistema di funivie al mondo.
Il critico del design urbano di San Francisco Chronicle, John King, ha descritto Hallidie Plaza come desolato, ha denunciato il suo design come profondamente imperfetto e ha commentato che "ciò che è stato immaginato come una grande entrata è invece un vuoto da evitare, uno spazio profondo e angolato, amato da nessuno ma troppo costoso da sistemare."